# Portrait de Georges Goursat, dit Sem
Le Portrait de Georges Goursat, dit Sem est une peinture à l'huile sur toile (91,5 × 73 cm) du peintre italien Giovanni Boldini. Datée de 1902, elle représente Georges Goursat, dit Sem, l'un des amis du peintre. Elle est conservée au Musée des Arts décoratifs à Paris.

## Histoire
Il existe de nombreuses caricatures de Boldini par Sem, son inséparable compagnon de fête dans les lieux à la mode de la Belle Époque. Boldini a aussi réalisé plusieurs effigies du dessinateur : un pastel, une aquarelle et deux peintures à l'huile dont ce portrait en pied donné par la famille Goursat au musée des Arts décoratifs en 1954. 

## Description
Sem est représenté dans une pose assurée qui sera également celle du Portrait de Mlle Lantelme en 1907, c'est-à-dire de face, bien planté sur ses jambes, les mains sur les hanches manifestant une certaine impatience, cette similitude créant un lien entre ces deux personnages effrontés.

## Analyse
Ce portrait prouve le talent de Boldini dans l'immédiateté. Arborant une grande élégance avec son manteau et son costume gris, sa canne à la  main et son chapeau melon sur la tête, épousant le style des dandys britanniques, Sem, qui fut également un talentueux chroniqueur de la mode masculine, semble avoir été saisi sur le vif, venu chercher le peintre à son atelier pour une sortie mondaine. Cet hommage à son ami Sem est aussi un manifeste éclatant de la nouvelle élégance masculine. Tout en l'homme respire une élégance désinvolte mais soigneusement étudiée ainsi qu'une impression de confort toute nouvelle : pardessus ouvert sur un complet trois pièces dont le veston déboutonné découvre un gilet et un pantalon à pli et à revers, chapeau melon bien posé sur la tête, gant retiré, canne tenue la poignée dirigée vers le bas. Boldini avait parfaitement compris le lien entre l'habit et l'homme. Il le saisit par une suite d'images riches d'enseignement pour l'étude de l'élégance masculine à une époque où la notion de gentleman se substitue à celle de gentilhomme.